# Somebody to Love (Jefferson-Airplane-Lied)
Somebody to Love ist ein Lied der US-amerikanischen Rockband The Great Society aus dem Jahr 1966. Größere Bekanntheit erlangte es im Folgejahr durch eine Coverversion von Jefferson Airplane, die als Single zum Charthit und Verkaufserfolg avancierte.

## Entstehung und Veröffentlichung
Geschrieben wurde das Lied alleine vom Great-Society-Gitarristen Darby Slick. Für die Produktion zeichnete Sly Stone verantwortlich.
Die Erstveröffentlichung von Somebody to Love erfolgte als Single im Februar 1966. Diese erschien als 7″-Single mit der B-Seite Free Advice (Katalognummer: 1001). Im gleichen Jahr erschien das Lied als Teil von Conspicuous Only in Its Absence (Katalognummer: CS 9624), dem Debütalbum von Great Society.

## Inhalt
Der Liedtext ist hierbei in der zweiten Person gehalten, mit leichten Variationen wird gefragt: Don’t you need somebody to love? / Wouldn’t you love somebody to love? … Darby Slick zufolge handelt er von doubt and disillusionment („Zweifel und Desillusionierung“) und passt gut zur Protestbewegung in der Zeit des Vietnamkrieges.

## Coverversion von Jefferson Airplane
Grace Slick, ehemaliges Mitglied von Great Society und nun Sängerin bei Jefferson Airplane, brachte Somebody to Love in die Sessions der Band mit ein. Die Erstveröffentlichung der Coverversion erfolgte am 3. Februar 1967 bei RCA Victor, als Teil des zweiten Jefferson-Airplane-Studioalbums Surrealistic Pillow (Katalognummer: LSP-3766). Im Folgemonat wurde es als Single aus dem Album ausgekoppelt. Diese erschien zunächst als 7″-Single mit der B-Seite She Has Funny Cars (Katalognummer: 47-9140). In den folgenden Monaten erschienen weltweit diverse weitere Singleausführungen, die sich durch die Anzahl und Auswahl der B-Seiten unterschieden.

### Rezeption
Das Magazin Rolling Stone nahm die Version von Jefferson Airplane auf Platz 279 in seine 500 Greatest Songs of All Time auf.
Das Stück findet in vielen Filmen Verwendung, wie z. B. in Fear and Loathing in Las Vegas oder A Serious Man von Ethan und Joel Coen. Auch wurde es oft gecovert, so von The Lambrettas, W.A.S.P., The Ramones, Jim Carrey für den Soundtrack von The Cable Guy und vielen mehr.

### Kommerzieller Erfolg

#### Chartplatzierungen
Die Interpretation von Jefferson Airplane avancierte mit Rang fünf zum Top-10-Erfolg in den US-amerikanischen Billboard Hot 100. Darüber hinaus erreichte es Chartplatzierungen in Deutschland (Rang 20) oder auch Belgien-Wallonien (Rang 46).
| ChartsChartplatzierungen       | Höchstplatzierung | Wochen/ Monate |
| ------------------------------ | ----------------- | -------------- |
| Deutschland (GfK)              | 20 (0,5 Mt.)      | 0,5 Mt.        |
| Vereinigte Staaten (Billboard) | 5 (15 Wo.)        | 15 Wo.         |

| ChartsJahrescharts (1967)      | Platzierung |
| ------------------------------ | ----------- |
| Vereinigte Staaten (Billboard) | 33          |

#### Auszeichnungen für Musikverkäufe
| Land/Region                  | Auszeichnungen für Musikverkäufe (Land/Region, Auszeichnung, Verkäufe) | Verkäufe |
| ---------------------------- | ---------------------------------------------------------------------- | -------- |
| Italien (FIMI)               | Gold                                                                   | 50.000   |
| Vereinigte Staaten (RIAA)    | Gold                                                                   | 500.000  |
| Vereinigtes Königreich (BPI) | Silber                                                                 | 200.000  |
| Insgesamt                    | 1× Silber · 2× Gold ·                                                  | 750.000  |